# Calyptrozyma
Calyptrozyma är ett släkte av svampar. Calyptrozyma ingår i klassen Eurotiomycetes, divisionen sporsäcksvampar och riket svampar.
|              | Pyrenulales                          |
|              |                                      |
|              | Onygenales                           |
|              |                                      |
|              | Verrucariales                        |
|              |                                      |
|              | Eurotiales                           |
|              |                                      |
|              | Chaetothyriales                      |
|              |                                      |
|              | Mycocaliciales                       |
|              |                                      |
|              | Coryneliales                         |
|              |                                      |
|              | Ascosphaerales                       |
|              |                                      |
|              | Arachnomycetales                     |
|              |                                      |
|              | Monascaceae                          |
|              |                                      |
|              | Strigulaceae                         |
|              |                                      |
|              | Eremascaceae                         |
|              |                                      |
|              | Amorphothecaceae                     |
|              |                                      |
|              | Rhynchomeliola                       |
|              |                                      |
|              | Sarcinomyces                         |
|              |                                      |
|              | Cyanopyrenia                         |
|              |                                      |
| Calyptrozyma | \| \| Calyptrozyma arxii \| \| \| \| |
|              | \| \| Calyptrozyma arxii \| \| \| \| |
|              | Arthropycnis                         |
|              |                                      |
|              | Rhynchostoma                         |
|              |                                      |
|              | Azureothecium                        |
|              |                                      |
|              | Calyptrozyma arxii                   |
|              |                                      |

|  | Calyptrozyma arxii |
|  |                    |